# تهانه بانده‌جات
تهانه بانده‌جات (به انگلیسی: Thana Bandajat) یک منطقهٔ مسکونی در پاکستان است که در خیبر پختونخوا واقع شده‌است.